# Coisas Eróticas
Coisas Eróticas é o primeiro filme brasileiro de sexo explícito. Foi lançado em 1981 no famoso Cine Windsor; na avenida Ipiranga em SP, por se tratar do primeiro filme pornográfico, as filas davam volta no quarteirão. Consiste em três episódios, Raffaele Rossi dirigiu dois episódios e Laente Calicchio o último.

## Elenco
- Jussara Calmon
- Oasis Minniti
- Zaíra Bueno
- Ilse Cotrin
- Walter Laurentiss
- Marly Paluaro
- Marília Nauê
- Ariadne de Lima

## Recepção
Sérgio Alpendre em sua crítica para o Cinema disse que o filme é "um subproduto da Boca [do Lixo] que não teria a menor chance de chamar a atenção se não fosse pelas longas cenas de sexo explícito (...) parece um triste experimento feito por pessoas pouco talentosas, que por alguma ironia do destino estourou nos cinemas brasileiros."